# Менгден, Юлиана Магнусовна
Баронесса Юлиана Магнусовна Менгден (22 мая 1719 — 1787) — камер-фрейлина и ближайшая подруга правительницы Анны Леопольдовны. Дочь шведского подполковника и лифляндского ландмаршала барона Магнуса-Густава фон Менгдена из остзейского рода Менгденов и Доротеи Софии Фон Розен (20 сентября 1690 — 23 февраля 1773).

## Биография
Барон Магнус-Густав фон Менгден был женат три раза и имел семь дочерей и трёх сыновей. Юлиана была его второй дочерью. Получила весьма посредственное образование в лифляндском имении отца. В 1736 году была вызвана в Петербург императрицей Анной Иоанновной, пожелавшей иметь среди фрейлин двора дочерей лифляндских дворян.
Юлия Менгден приняла активное участие в свержении регента герцога Бирона. В правление Анны Леопольдовны влияла на государственные дела и пользовалась расположением её мужа, принца Антона-Ульриха. Была «нянькой» императора Иоанна Антоновича, который, возможно, изображён именно на её руках на портрете неизвестного художника, хранящемся в Третьяковской галерее.
Интригуя, Юлия Менгден покровительствовала роману Анны Леопольдовны с саксонским посланником графом Линаром и предоставляла свои комнаты для их тайных свиданий. Ценя услуги своей фрейлины, Анна Леопольдовна подарила ей большие поместья в Лифляндии и петербургский дом Бирона на Дворцовой набережной, 30. Чтобы способствовать ещё более интимным отношениям правительницы с графом Линаром, Юлия решила выйти за него замуж. В июле 1741 года с согласия Анны Леопольдовны состоялось их обручение. Спустя некоторое время после сватовства граф Линар уехал в Саксонию, чтобы испросить разрешения поступить на русскую службу.
После прихода к власти Елизаветы Петровны добровольно последовала в ссылку за семьёй Анны Леопольдовны, сперва в Ригу, затем в Раненбург. После перевода семьи Анны Леопольдовны в июле 1744 года из Раненбурга в Холмогоры, была оставлена в Раненбурге за караулом. Оставалась до конца 1762 года в изгнании в Раненбурге, откуда по указу Екатерины II вернулась в Лифляндию.
Живя в имении матери Еркуль, Юлия мало куда выезжала и занималась хозяйством. Ложилась в восемь вечера или раньше, вставала в четыре ночи, много вязала и пряла, к чему привыкла во время своего заключения, слушала чтение вслух своей племянницы и воспитанницы, молодой баронессы Юлианы-Августы Менгден. Она охотно говорила о прошлом, о времени своего заключения, но с большой осторожностью отзывалась о дворе Анны Леопольдовны. В последние годы своей жизни она часто болела лихорадкой и скончалась в октябре 1787 года, в три часа пополудни. Похоронена в семейном склепе в имении Царнекау.

## Семейные связи
Сёстры Юлианы Менгден:
- Анна Доротея (ум. 1760), фрейлина, была замужем за сыном фельдмаршала Миниха Эрнестом;
- Мария Аврора (1720—1808), фрейлина, была второй женой Лестока, лейб-медика императрицы Елизаветы Петровны;
- Якобина (1722—1772), фрейлина, при Анне Леопольдовне считалась невестою барона Густава Бирона, но брак не состоялся. После восшествия на престол Елизаветы Петровны, была отправлена в ссылку, сперва в Ригу, затем в Раненбург. Заменила сестру Юлию и последовала за Анной Леопольдовной в Холмогоры. Была известна своим сварливым характером. За постоянные ссоры с принцем Антоном Ульрихом Брауншвейгским, офицерами караула и за связь с лекарем Никитой Ножевщиковым по приказу императрицы была приговорена к одиночному заключению. В 1762 году помешанная Якобина Менгден была возвращена в Ригу под опеку брата Эрнеста. Приняла православие. 21 августа 1772 года была зарезана в своём доме в Риге при грабеже.

Один из двоюродных братьев Юлианы, Карл-Людвиг фон Менгден (1706—1760), при Анне Леопольдовне был президентом Камер- и Коммерц-коллегии, обладал влиянием, но при Елизавете Петровне был сослан в Кольский острог, где и умер.

## Адреса в Петербурге
- В 1740-е годы для Юлианы Менгден был перестроен дом Скляева (Дворцовая наб., 30).